# Oljato-Monument Valley (Arizona)
Oljato-Monument Valley es un lugar designado por el censo ubicado en el condado de Navajo en el estado estadounidense de Arizona. En el Censo de 2020 tenía una población de 115 habitantes y una densidad poblacional de 3.60 personas por km².

## Geografía
Oljato-Monument Valley se encuentra ubicado en las coordenadas 36°59′19″N 110°12′41″O / 36.98861, -110.21139. Según la Oficina del Censo de los Estados Unidos, Oljato-Monument Valley tiene una superficie total de 32.17 km², de la cual 32.17 km² corresponden a tierra firme y (0.01%) 0 km² es agua.

## Demografía
Según el censo de 2010, había 154 personas residiendo en Oljato-Monument Valley. La densidad de población era de 4,79 hab./km². De los 154 habitantes, Oljato-Monument Valley estaba compuesto por el 0.65% blancos, el 0% eran afroamericanos, el 98.7% eran amerindios, el 0% eran asiáticos, el 0% eran isleños del Pacífico, el 0% eran de otras razas y el 0.65% pertenecían a dos o más razas. Del total de la población el 3.9% eran hispanos o latinos de cualquier raza.